# Обсерваторія Флейрстар
Обсерваторія Флейрстар — приватна астрономічна обсерваторія, розташована біля міста Сан-Гванн на острові Мальта, що має автоматизований телескоп діаметром 25 см і спеціалізується на фотометрії змінних зір і астероїдів.

## Історія
З 1999 року обсерваторія має код обсерваторії, виданий Центром малих планет.

## Дослідження
Основна діяльність обсерваторії — отримання фотометричних даних для змінних зір і астероїдів. Також обсерваторія дослідує катаклізмічні змінні зорі, випадки мікролінзування та екзопланети. Обсерваторія виявила кілька раніше невідомих змінних зір.

## Інструменти
Основним інструментом Обсерваторії Флейрстар є автоматизований телескоп Шмідта-Кассегрена з апертурою 0.25 м та фокусною відстанню f/6.3, оснащений ПЗЗ-матрицею HX516 Starlight Xpress. Телескоп розташовано на даху житлового будинку на платформі 2 на 2 метри з роздвижним дахом.